# Artur Yershov
Artur Stanislávovich Yershov (en ruso: Артур Станиславович Ершов; Vérjniaya Pyshmá, 7 de marzo de 1990) es un deportista ruso que compite en ciclismo en las modalidades de pista, especialista en las pruebas de persecución por equipos, puntuación y madison, y ruta.
Ganó una medalla de oro en el Campeonato Mundial de Ciclismo en Pista de 2015 y cinco medallas en el Campeonato Europeo de Ciclismo en Pista entre los años 2014 y 2012.

## Medallero internacional
| Campeonato Mundial | Campeonato Mundial       | Campeonato Mundial | Campeonato Mundial      |
| Año                | Lugar                    | Medalla            | Competición             |
| ------------------ | ------------------------ | ------------------ | ----------------------- |
| 2015               | Saint-Quentin (Francia)  | Medalla de oro     | Puntuación              |
| Campeonato Europeo |                          |                    |                         |
| Año                | Lugar                    | Medalla            | Competición             |
| 2012               | Panevėžys (Lituania)     | Medalla de oro     | Persecución por equipos |
| 2012               | Panevėžys (Lituania)     | Medalla de plata   | Madison                 |
| 2012               | Panevėžys (Lituania)     | Medalla de plata   | Ómnium                  |
| 2013               | Apeldoorn (Países Bajos) | Medalla de plata   | Persecución por equipos |
| 2014               | Baie-Mahault (Francia)   | Medalla de bronce  | Persecución por equipos |

1. ↑  Compitió en la ronda de clasificación.

## Palmarés

### Ruta
2011 (como amateur)
- 1 etapa de la Vuelta al Bidasoa
- 1 etapa de la Vuelta a Navarra

2012
- 1 etapa de la Vuelta al Lago Qinghai

2014
- 3.º en el Campeonato de Rusia en Ruta

2018
- 1 etapa de la Vuelta a Costa Rica

2020
- Tour de Mevlana

### Pista
2012
- Campeonato Europeo en Persecución por equipos  (haciendo equipo con Valery Kaykov, Alexei Markov y Alexander Serov)
- 2.º en el Campeonato de Europa en Madison  (con Valery Kaykov)
- 2.º en el Campeonato de Europa en Omnium

2013
- 2.º en el Campeonato de Europa en Persecución por equipos

2014
- 3.º en el Campeonato de Europa en Persecución por equipos

2015
- Campeonato del Mundo en Puntuación

## Resultados en Grandes Vueltas
| Carrera | Carrera         | 2012 | 2013 | 2014 | 2015 | 2016  | 2017 |
| ------- | --------------- | ---- | ---- | ---- | ---- | ----- | ---- |
|         | Giro de Italia  | —    | —    | —    | —    | F. c. | —    |
|         | Tour de Francia | —    | —    | —    | —    | —     | —    |
|         | Vuelta a España | —    | —    | —    | —    | —     | —    |

| —: No participó | Ab: Abandono | F. c.: Fuera de control |